# Rovray
Rovray (toponimo francese) è un comune svizzero di 171 abitanti del Canton Vaud, nel distretto del Jura-Nord vaudois.

## Storia
Il 1º gennaio 2005 Rovray ha inglobato il comune soppresso di Arrissoules.

## Monumenti e luoghi d'interesse

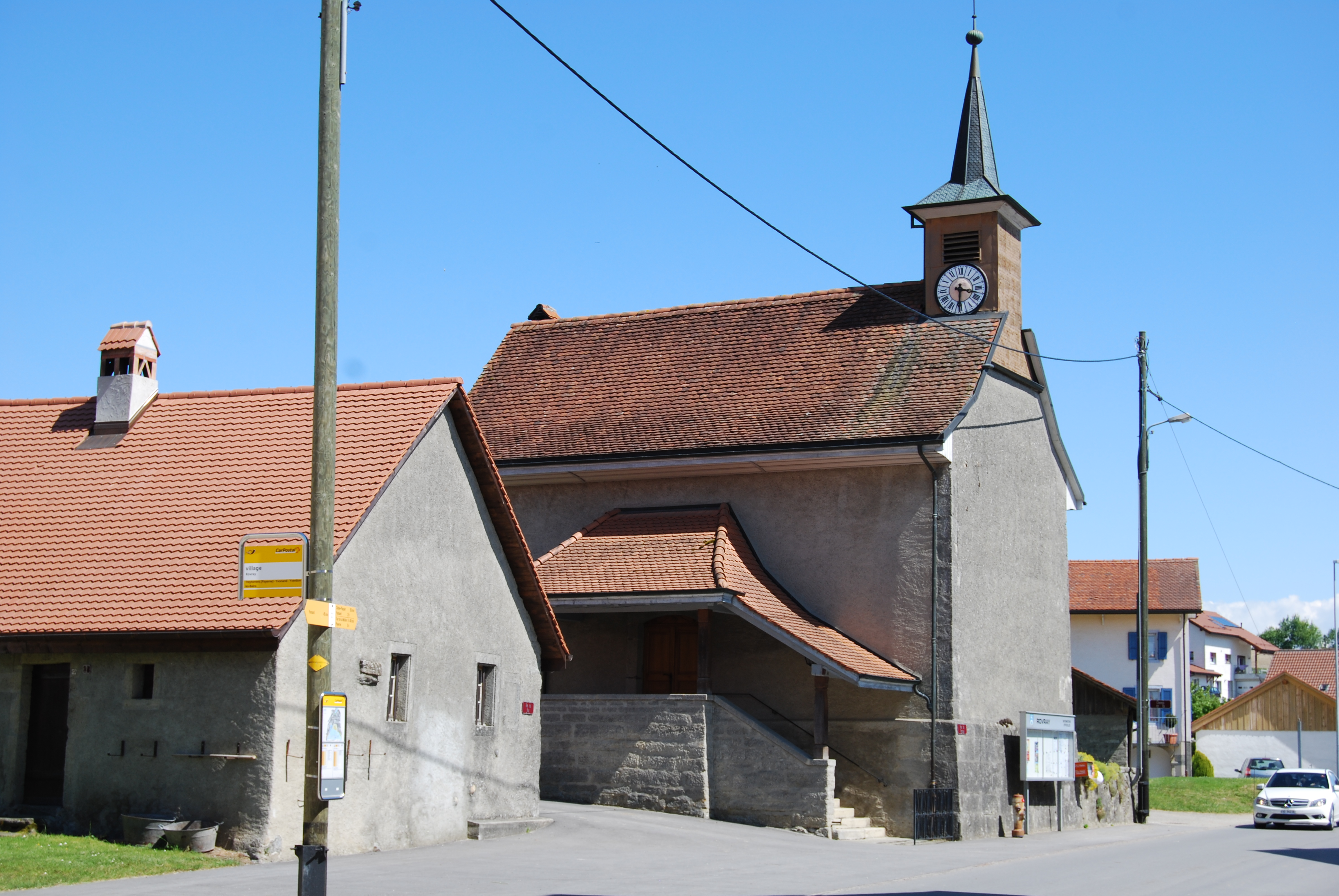
La chiesa di San Biagio

- Chiesa riformata di San Biagio, eretta nel 1448 e ricostruita nel 1588 e nel 1753-1754[1].

## Società

### Evoluzione demografica
L'evoluzione demografica è riportata nella seguente tabella:
Abitanti censiti

## Amministrazione
Ogni famiglia originaria del luogo fa parte del cosiddetto comune patriziale e ha la responsabilità della manutenzione di ogni bene ricadente all'interno dei confini del comune.